# Båkeneset
Båkeneset (norwegisch für Bakenspitze) ist eine Landspitze an der Prinzessin-Martha-Küste des ostantarktischen Königin-Maud-Lands. Sie ist gekennzeichnet durch den Nunatak Båken am nördlichen Ende und stellt den nordwestlichen Ausläufer des Ahlmannryggen dar. Zudem ist sie die westliche Begrenzung der Bucht Krylvika.
Norwegische Kartografen kartierten sie anhand von Luftaufnahmen und Vermessungen der Norwegisch-Britisch-Schwedischen Antarktisexpedition (1949–1952) und gaben ihr ihren deskriptiven Namen.